# Trappediagram
 Denne artikel bør gennemlæses af en person med fagkendskab for at sikre den faglige korrekthed.

Et trappediagram er en grafisk metode til at gøre rede for en sætnings struktur.
Det er de enkelte sætningsleds niveaumæssige relationer, som fremhæves med metoden.

## Regler
Hvis et sætningsled, "A", er underordnet et andet led, "B", placeres "A" på et lavere trin end "B". Hvis sætningsled "A" derimod er overordnet led "B", placeres "A" på et højere trin end "B". En helsætning kan bestå af én eller flere finitte sætninger (dvs. sætninger som både har grundled og verballed), som både kan være hovedsætninger og bisætninger.

## Sætninger
Eksempler på finitte sætninger: 
- "hvis du har lyst" (ledsætning/bisætning)
- "hvordan man analyserer sætninger" (ledsætning/bisætning)
- "du kan lære det" (hovedsætning).
En hovedsætning defineres her som en finit sætning der kan stå alene. En ledsætning defineres som en finit sætning, der formelt set ikke kan stå alene (med formelt menes jf. reglerne for dansk retskrivning; i daglig tale bruges ledsætninger ofte løsrevet fra en hovedsætning, som ofte er underforstået). 

## Eksempler
Ud fra fx tre finitte sætninger kan dannes en helsætning:
- "Hvis du har lyst, kan du lære, hvordan man analyserer sætninger".

"Hvis du har lyst" står på 1. niveau, "kan du lære" på 0. niveau (øverste) og "hvordan man analyserer sætninger" på 1. niveau.
- "Hvis du har lyst, kan du lære at analysere sætninger".

Ledsætningen er på 1. niveau, hovedsætningen på 0. Bemærk: "at analysere sætninger" er ikke en finit (mangler et grundled); "kan du lære at analysere sætninger" er altså hovedsætningen.

## Brug og kommatering
Bemærk at Dansk Sprognævn anbefaler, at der sættes komma hver gang, man går et trin op, men at man undlader at sætte komma, når man går et trin ned, medmindre ledsætningen uddyber hovedsætningen. Trappediagrammer er altså et nyttigt redskab både til at opnå forståelse af sprogets niveaumæssige opbygning og til den mest hensigtsmæssige kommatering.